# Port Salerno, Florida
Port Salerno är en ort (CDP) i Martin County, i delstaten Florida, USA. Enligt United States Census Bureau har orten en folkmängd på 10 091 invånare (2010) och en landarea på 9,1 km².